# Ukrania Libre
«Ukrania Libre», «Ucrania Libre» (укр. Вільна Україна, або Укранія Лібре) — іспаномовний піврічник, видання Українського інформативно-видавничого інституту в Буенос-Айресі (Аргентина), виходив у 1951 — 1960 роках (19 частин). Спочатку видавався місячно, потім квартально. Загалом видався з затримками.
Тираж 3000 пр.
Примірники розповсюджувалися серед всіх держав Південної Америки, Іспанії, а також надсилалися до політичних і наукових організацій в світі.
Головний редактор — Ю. Тис-Крохмалюк. Журнал інформував про культурні, релігійні, політичні і господарські справи в Україні та українське життя в Аргентині. З 1963 року Інститут (директор В. Косюк) видавав неперіодично публікації в серії «Україна, її історія і життя». Одним з авторів журналу був аргентинський журналіст, розвідник, історик Української повстанської армії Енріке Мартінес Кодо.